# Gather Me
Gather Me är ett musikalbum av Melanie Safka släppt 1971. Albumet blev ett av hennes framgångsrikaste då det innehöll hitsingeln "Brand New Key" som blev etta på amerikanska singellistan och fyra i Storbritannien. Även låten "Ring the Living Bell" blev en mindre singelhit.

## Låtlista
(låtar utan upphovsman av Melanie Safka)
1. "Little Bit of Me"
2. "Some Day I'll Be a Farmer"
3. "Steppin'"
4. "Brand New Key"
5. "Ring Around the Moon"
6. "Ring the Living Bell"
7. "Railroad"
8. "Kansas"
9. "Some Say (I Got Devil)"
10. "Center of the Circle"
11. "What Wondrous Love" (Arr. av Melanie)
12. "Baby Day"
13. "Tell Me Why" (Michael Edwards, Richard Parish, Sigmund Spaeth)

## Listplaceringar
- Billboard 200, USA: #15
- UK Albums Chart, Storbritannien: #14[2]¨
- VG-lista, Norge: #25[3]